# De Pollart

Wapen van de Noord-Nederlandse familie de Pollart

De Pollart is een geslacht waarvan een lid in 1816 in de Nederlandse adel werd opgenomen en die in 1850 uitstierf.

## Geschiedenis
De stamreeks begint met Frans Pollart die tussen 1528 en 1544 wordt vermeld. 
Zijn nazaat Johannes Antonius Franciscus de Pollart (1755-1838), burgemeester van Roermond, werd bij Koninklijk Besluit van 16 februari 1816 benoemd in de Ridderschap van Limburg en van de Provinciale Staten van Limburg, en zo opgenomen in de erfelijke adel van het Verenigd Koninkrijk der Nederlanden. Met een dochter van hem stierf het geslacht in 1850 uit.
Er bestond ook een Zuid-Nederlandse familie Pollart de Canivris, van wie de laatste mannelijke vertegenwoordiger Philippe Pollart de Canivris in 1828 overleed. Verwantschap tussen de Noord- en Zuid-Nederlandse de Pollarts is niet aangetoond.